# 国立病院機構嬉野医療センター
独立行政法人国立病院機構嬉野医療センター（どくりつぎょうせいほうじんこくりつびょういんきこううれしのいりょうせんたー）は、佐賀県嬉野市にある医療機関。独立行政法人国立病院機構が運営する病院である。

## 概要
政策医療分野における循環器病、免疫異常、長寿医療の専門医療施設であり、がん、骨・運動器疾患なども取り扱う。地域がん診療連携病院の指定、地域医療支援病院の承認を受ける。

## 沿革
- 2000年2月1日 - 国立嬉野病院（旧嬉野海軍病院）と国立療養所武雄病院（旧佐賀県結核療養所柏翠荘、後に日本医療団に移管）が統合し、国立嬉野病院として発足。
- 2004年 - 国立病院機構発足に伴い、現名称に変更。
- 2019年6月4日 - 下宿丙2436番地から大字下宿甲4279-3へ新築移転された。

## 診療科
- 呼吸器科
- 消化器科
- 循環器科
- 神経内科
- 腎臓内科
- 救急科
- 外科
- 整形外科
- リウマチ科
- リハビリ科
- 心臓血管外科
- 小児科
- 脳神経外科
- 皮膚科
- 泌尿器科
- 産婦人科
- 眼科
- 耳鼻咽喉科
- 放射線科
- 麻酔科
- 病理

## 医療機関の指定等
- 保険医療機関
- 救急告示医療機関
- 労災保険指定医療機関
- 指定自立支援医療機関（更生医療・育成医療・精神通院医療）
- 身体障害者福祉法指定医の配置されている医療機関
- 生活保護法指定医療機関
- 戦傷病者特別援護法指定医療機関
- 原子爆弾被害者医療指定医療機関
- 第二種感染症指定医療機関
- 母体保護法指定医の配置されている医療機関
- 地域医療支援病院
- 小児救急医療拠点病院
- 臨床研修指定病院
- がん診療連携拠点病院
- DPC対象病院

## 不祥事
- 2022年12月26日、放射線関連システムの導入を巡り、業者に業務受注の便宜を図った見返りに計約20万円相当の飲食接待を受けたとして、収賄容疑などで元診療放射線技師長が書類送検された。容疑を認めているという[1]。元技師長は定年退職後に贈賄側の医療用ソフトウエア開発会社に再就職しており、同社は国立病院機構が運営する複数の医療機関の放射線技師長を退職後に顧問として受け入れていた[2]。2023年4月18日、福岡地方裁判所は収賄罪などで元技師長に懲役1年6月、執行猶予3年の判決を言い渡した[3]。

## 交通アクセス
- JR九州佐世保線武雄温泉駅よりJR九州バスで肥前築城下車、徒歩2分。または、嬉野医療センター下車
- JR九州長崎本線肥前鹿島駅鹿島バスセンターより祐徳バスで築城下車、徒歩2分。または、嬉野医療センター下車
- JR九州西九州新幹線嬉野温泉駅隣接
- 長崎自動車道嬉野ICより6分。

なお、路線バスについては移転直前の2019年6月2日より西肥バスのバス停も設置されている。